# Coenosia rufipalpis
Coenosia rufipalpis este o specie de muște din genul Coenosia, familia Muscidae, descrisă de Johann Wilhelm Meigen în anul 1826. Conform Catalogue of Life specia Coenosia rufipalpis nu are subspecii cunoscute.